# Fränkisches Museum Feuchtwangen
Das Fränkische Museum Feuchtwangen ist ein Museum in der Stadt Feuchtwangen im mittelfränkischen Landkreis Ansbach mit einer über 2000 m² großen Ausstellungsfläche.
Die Sammlung zählt zu den bedeutendsten privaten Regional-, Volkskunst- und Volkskundemuseen in Süddeutschland. Die Reichhaltigkeit der volkskundlichen und kulturgeschichtlichen Sammlung ist auch bemerkenswert, weil die Stadt bis in die 1940er Jahre nie mehr als 2.500 Einwohner zählte und über die Jahre konsequent aufgebaut und erweitert wurde.

## Träger
Träger ist der Verein für Volkskunst und Volkskunde Feuchtwangen e.V., er wurde am 29. Oktober 1902 in Feuchtwangen gegründet. Unter dem 1. Vorsitzenden Hans Güthlein wurde bald eine große Sammlung fränkischer Volkskunst aufgebaut, die ab 1926 in einem historischen Fachwerkhaus in der Museumstraße ausgestellt wurde. Das Gebäude wurde mehrfach erweitert. Der 1. Vorsitzende ist Patrick Ruh, 1. Bürgermeister Stadt Feuchtwangen.

## Geschichte

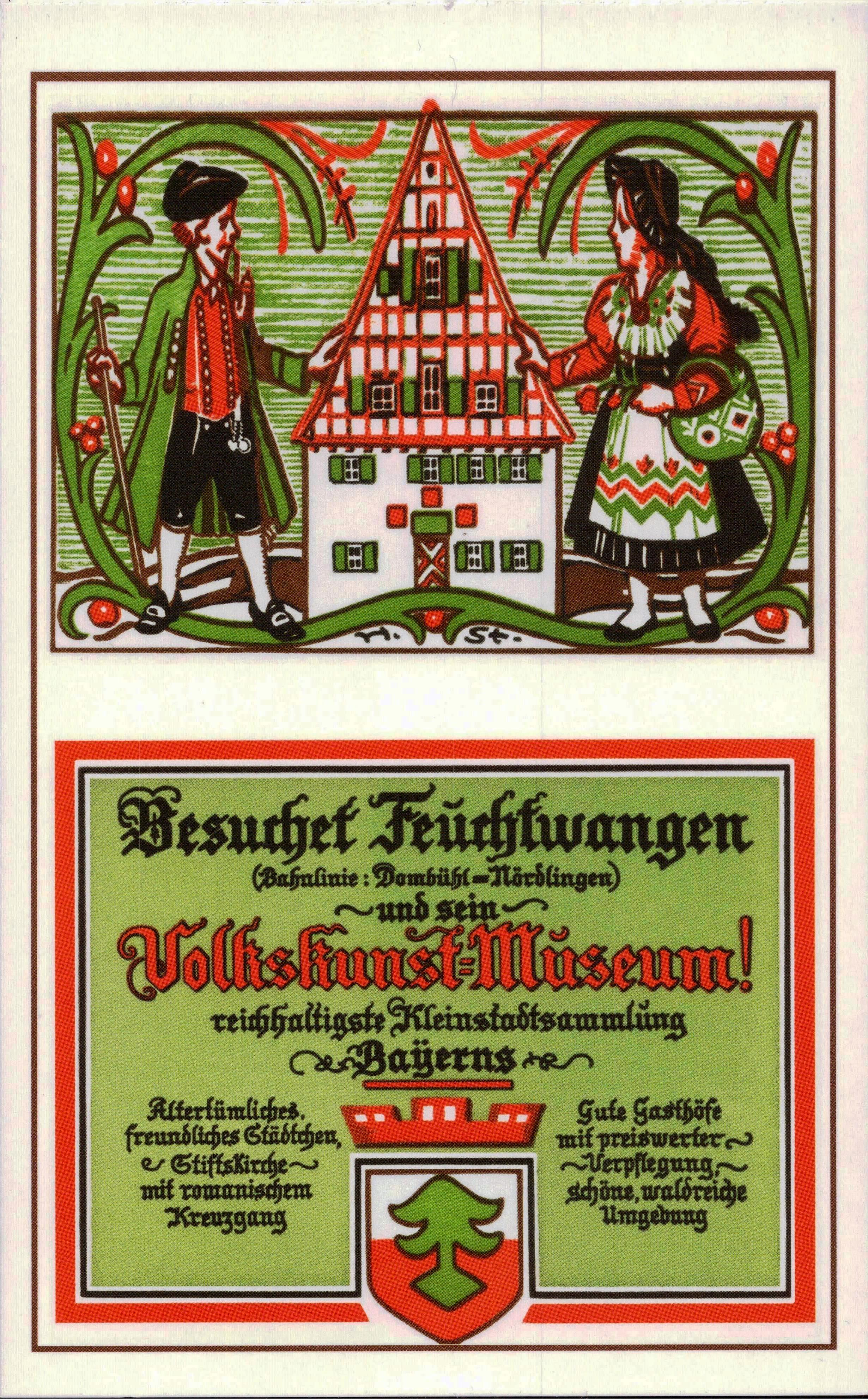
Plakat von Hermann Stockmann

Ursprünglich als Heimatmuseum bezeichnet, gehört die Einrichtung ähnlich wie das Dachauer Bezirksmuseum oder das Fichtelgebirgsmuseum Wunsiedel zu jenen großen Volkskundemuseen in Bayern, die im Zuge der Gründungsbewegung des Münchner „Vereins für Volkskunst und Volkskunde“ (heute: Bayerischer Landesverein für Heimatpflege) entstanden. Wie eng die damaligen Verbindungen nach München waren, zeigt sich daran, dass der Trägerverein den gleichen Namen wählte. Der Maler Hermann Stockmann betreute die Münchner Sammlungen und war damals richtungsweisend in der Einrichtung des Dachauer Bezirksmuseums für Bayern auf diesem Gebiet; er war zeitweilig als „künstlerischer Beirat“ in der Planung in Feuchtwangen tätig und entwarf das erste Museumsplakat.
1902 fand in Feuchtwangen im Spätsommer ein landwirtschaftlicher Kreistag mit einer Gewerbeausstellung statt, der eine historische Schau alter Geräte und Handwerkserzeugnisse (darunter eine komplett zusammengestellte Bauernstube) angeschlossen war. Mit dem Ziel, ein Abwandern und Verlieren der zusammengetragenen Stücke zu verhindern und diese den Nachkommen dauerhaft zu erhalten wurde der Verein vom Regierungsrat August Fischer, Sanitätsrat Hans Güthlein, Geweberat Fritz Karg und dem Kaufmann Carl May ins Leben gerufen.

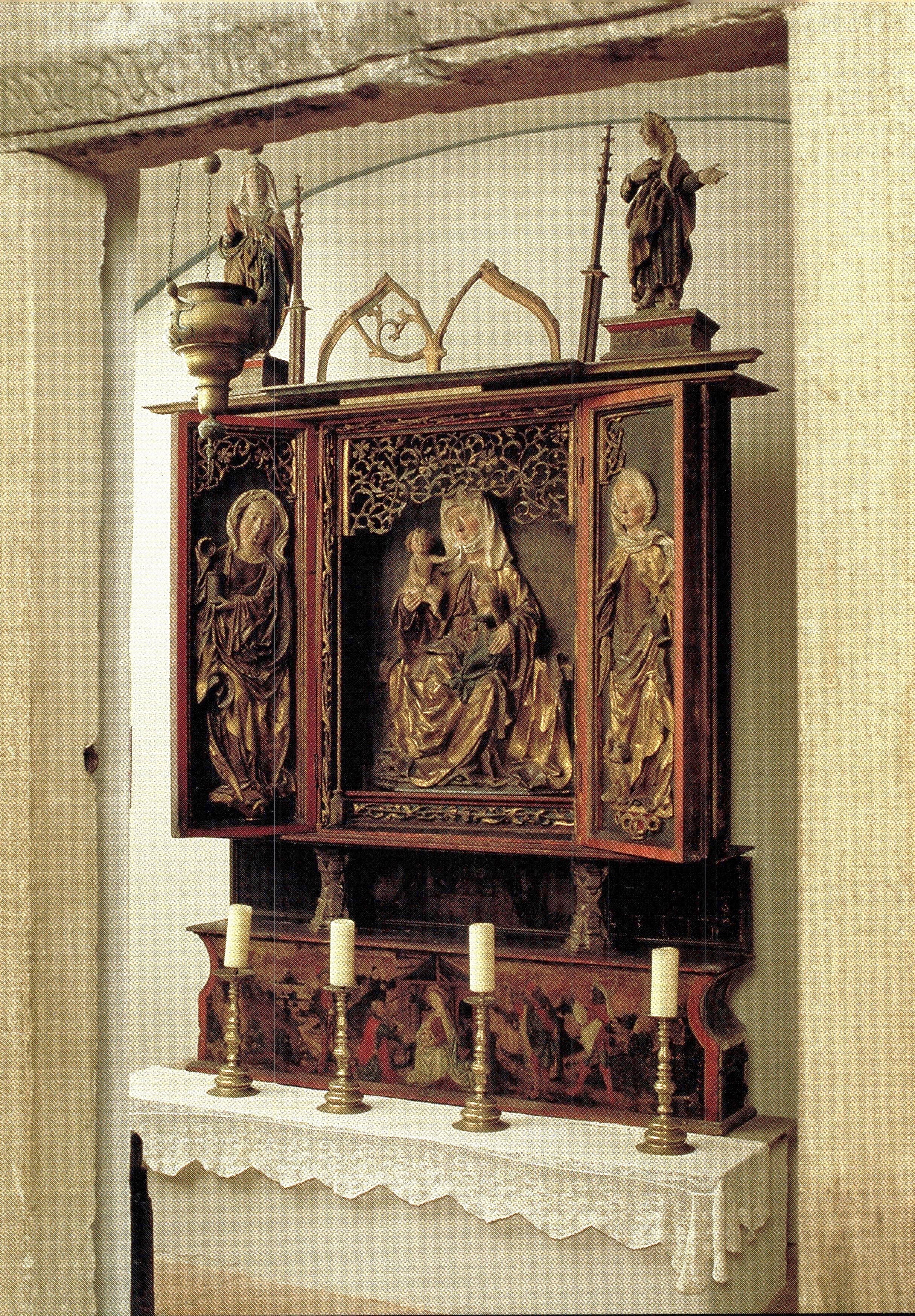
Altar aus Sachsbach

 Bereits kurz nach der Gründung konnten wertvolle Einzelstücke, wie der spätgotische Sachsbacher Altar, der der Wolgemut-Werkstatt zugeschrieben wird, und die prachtvolle Herrieder Rokoko-Feuerspritze von 1759 erworben werden. Durch den Zukauf geschlossener Sammlungen wie Lierhammer (Wallersdorf, Fayencen), Scheidemandel (Feuchtwangen, Fayencen), Fischer (Bad Tölz, Volkskunst und Kunsthandwerk), Sand (München, Trachten), Güthlein (Feuchtwangen, Keramik) u. a. wuchs der Bestand außerordentlich rasch an und wurde dadurch um bedeutende Exponate bereichert.

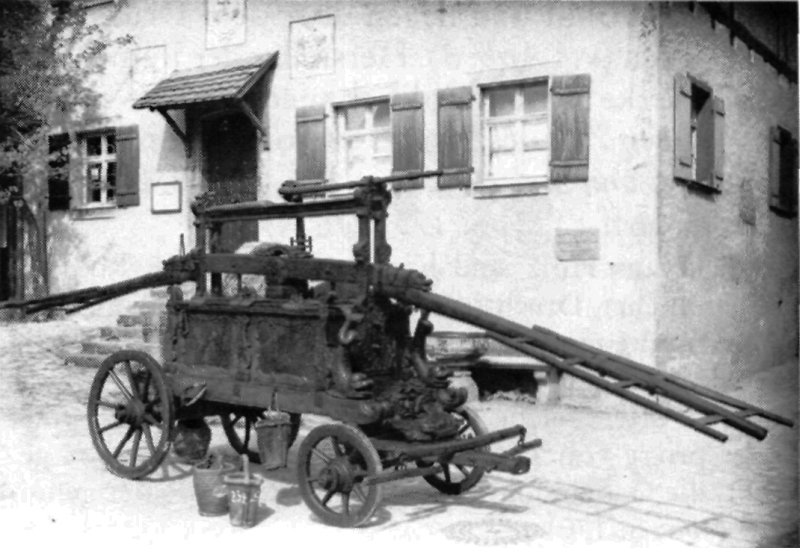
Herrieder Bischofspritze von 1759

Nach Jahren der provisorischen Unterbringung auf verschiedene Ausstellungslokalitäten getrennt innerhalb der Stadt, fand die reichhaltige Sammlung 1926 geschlossen, im damaligen Neubau untergebracht, eine endgültige Heimstatt. Damit konnte das Ziel des Vereins, die Kulturgüter der ländlichen und städtischen Bevölkerung zu sammeln und dauerhaft zu bewahren seinen Abschluss finden. Im umgebauten historischen Büttnerhaus aus dem 17. Jahrhundert, das im Kern auf das Jahr 1522 zurückgeht, konnte eine adäquate Präsentation umsetzt werden, durch die das Feuchtwanger Museum schließlich seinen Ruf erlangte, „das schönste Heimatmuseum Bayerns, vielleicht der Bundesrepublik“ zu sein (Joseph Maria Ritz, Direktor des Bayerischen Landesamtes für Denkmalpflege).
Der Verein setzte 1934 den Westflügel des romanischen Kreuzganges in Stand und richtete im darauffolgenden Jahr im Obergeschoß die Handwerkerstuben als externe Abteilung ein, da im Hauptgebäude sämtliche Platzerserven zur Umsetzung größerer Projekte erschöpft waren. Durch die weitergeführte Sammlungstätigkeit über die Jahre war jedoch eklatanter Platzmangel entstanden, weshalb 1965 ein Erweiterungsbau errichtet wurde, der an der Stelle der 1939 zerstörten Synagoge steht.
Ab 1930 wurde im angeschlossenen Gartenareal ein Flachsbrechhaus mit Schürhütte und zwei Scheunen mit landwirtschaftlichen Exponaten transloziert, die Hammerschmiede von Erwin Schäff aus Obererlbach ergänzte diesen Bereich, der in den Ausstellungsräumen allein auf ca. 1.700 m² angewachsen war. 1978 bis 1985 fand eine Neuaufstellung in Zusammenarbeit mit der Abteilung Nichtstaatliche Museen am Bayerischen Nationalmuseum statt.
Das Museumsverwaltergebäude wurde abgebrochen und an dessen Stelle ein weitläufiger Neubau errichtet, der neben einem Foyer ab dem Jahr 2008 Raum für Sonderausstellungen bietet, diese Baumaßnahme wurde im gleichen Jahr durch den Bund Deutscher Architektinnen und Architekten (BDA) ausgezeichnet. Eine anschließende umgebaute Scheune erweiterte das Platzangebot zusätzlich.

## Ausstellung und Sammlungen

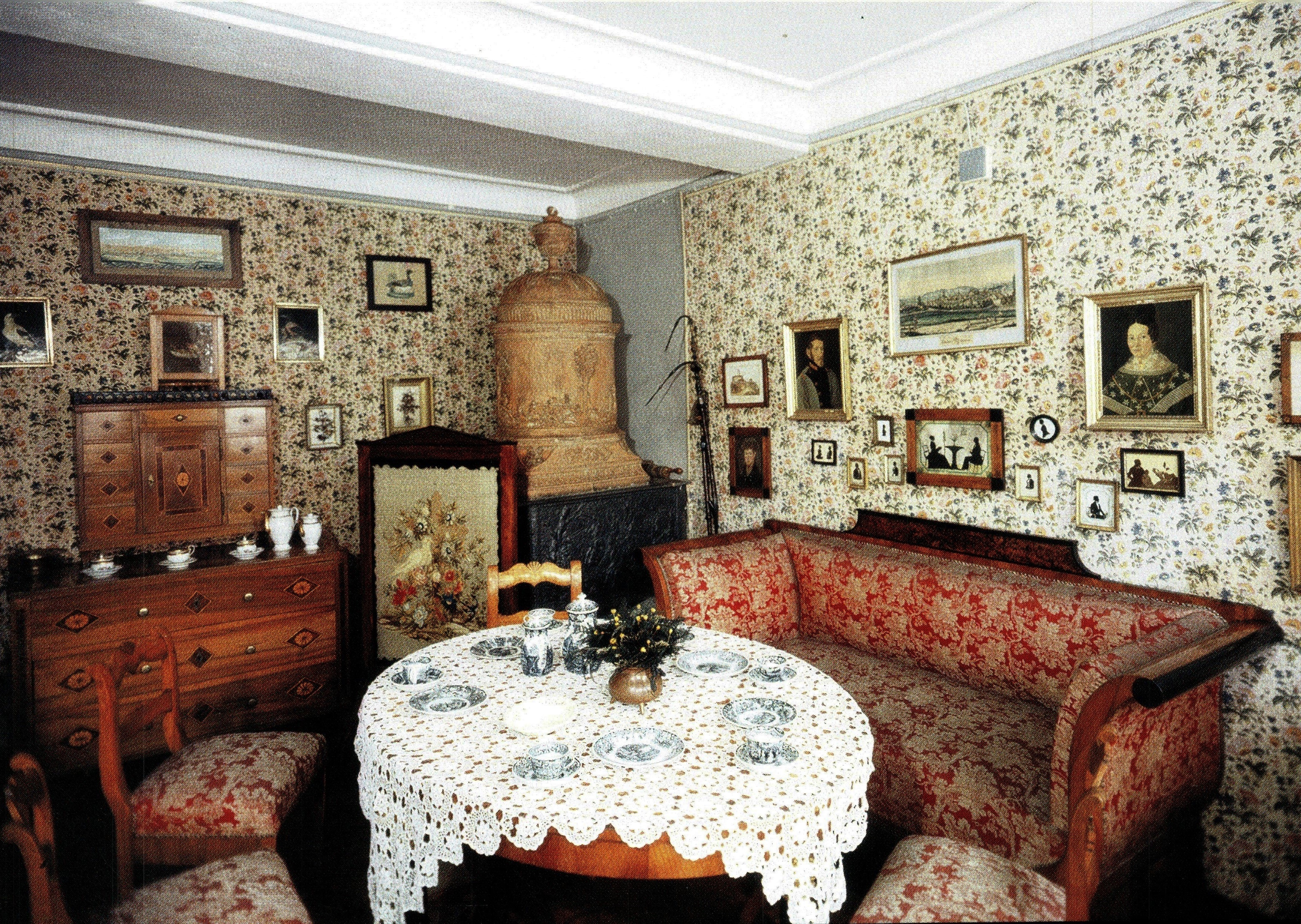
Biedermeierzimmer

Das Haus lebt vom Abwechslungsreichtum seiner Entstehungsgeschichte, die es in der Struktur erlaubt gleichartige Dinge in verschiedenen Ausstellungssituationen und damit auch unter unterschiedlichen Blickwinkeln zu betrachten: im eher kleinräumigen Altbau von 1926 werden vollständig eingerichtete Wohnräume gezeigt, die die Absichten der Gründer noch verraten und „Stimmungswerte“ durch die Zuordnung des entsprechenden Ambientes vermitteln können. Im Gegensatz dazu sind im Neubau die gleichartigen Exponate in systematisch geordneten Fachsammlungen zu sehen.
Im Rundgang erwartet den Besucher zuerst eine Reihe von zeittypisch komplett ausgestatteten bürgerlichen Wohnräumen, die in chronologisch aufbauender Reihenfolge die Zeiträume mit der Entwicklung aus dem Barock über das Rokoko, Empire und Biedermeier bis zum Jugendstil erlebbar machen. Mit der eingebundenen Vielzahl der Accessoires wird ein Eindruck der „Bewohnbarkeit“ vermittelt. Mehr noch gilt dieser Eindruck für die bäuerliche Wohnkultur, sie wird ebenfalls in komplett eingerichteten Räumen gezeigt.
Das Pendant zu den Wohnräumen bürgerlicher Kultur des 18. und 19. Jahrhunderts wird im bäuerlichen Bereich die fränkische Eigenart des „Kabinettlas“ oder „Kanzeilas“ erlebbar. Hierzu zählt auch die Rauchküche, die original im Hause erhalten ist und ein Stockwerk höher versetzt wurde.

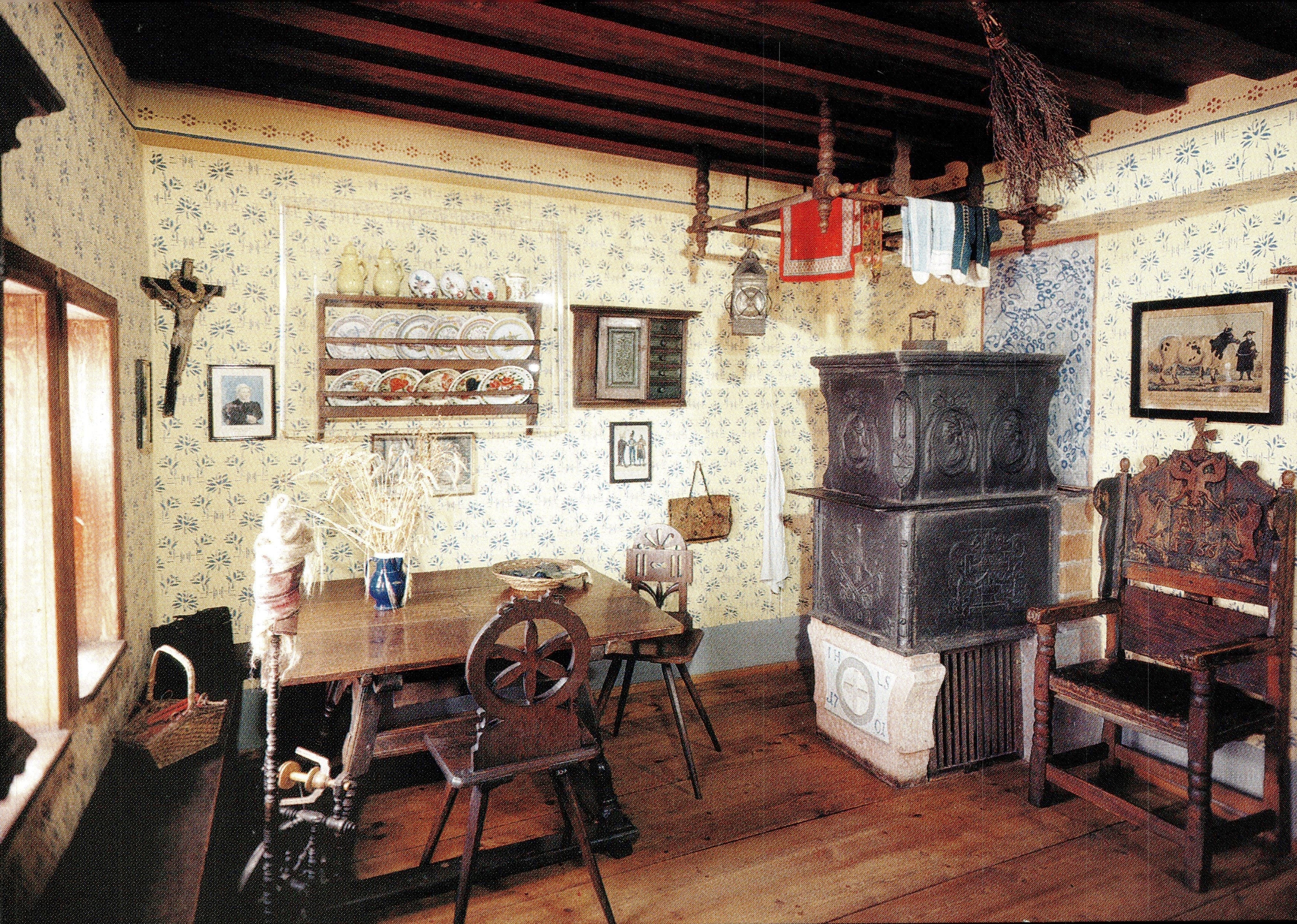
Bauernstube Ende 19. Jahrhundert

Weitere Sammlungsschwerpunkte sind Möbel aus Franken, Volkskunst und Trachten. Spezialsammlungen wie Sakralkunst und Volksfrömmigkeit vermitteln die Gegebenheiten im 19. und in der ersten Hälfte des 20. Jahrhunderts, genau wie der Bereich „Kleidung und Ausstattung im Lebenslauf“, der beginnend beim Säugling bis hin zum „Bräutel-“ oder Aussteuerwagen zeigt, was den Menschen einst an persönlichen Dingen umgab. Die passende Ergänzung findet sich in der beigeordneten Trachten und Kostümsammlung.
Das Glanzstück des Hauses bildet die, in dieser Größenordnung des Hauses wohl umfangreichste Fayencensammlung mit über 700 Exponaten: die Entwicklung dieser zinnglasierten Tonwaren vom höfischen Geschirr, bis hin zu Stücken, die sich schließlich auch Bürger und Bauern leisten konnten, lässt sich an den Vitrinen förmlich „abschreiten“. Schwerpunkte bilden die Erzeugnisse der ehemaligen Manufakturen Ansbach, Crailsheim und Schrezheim. Ergänzend dazu zeigen bedeutende Bestände an Steingut und Steinzeug (Creußen), Glas, Zinn und Fayencen anderer Herstellungsorte, wie gegenseitig konkurrierende Materialien bei gleicher Nutzung in direktem Vergleich standen.
Der Sammlungsbereich konzentrierte sich anfangs hauptsächlich auf das Bezirksamt Feuchtwangen, später auf den Landkreis Feuchtwangen. Durch den Zuerwerb geschlossener Sammlungen fanden auch besondere Stücke in die Ausstellung, die direkt nichts mit Feuchtwangen und seinem Umfeld zu tun hatten: beispielsweise eine Münchner Bürgerfrauentracht des 19. Jahrhunderts oder Frauentrachten aus Niederbayern (Laabertal).

## Anschrift
Fränkisches Museum, Museumstraße 19, 91555 Feuchtwangen

## Abteilungen

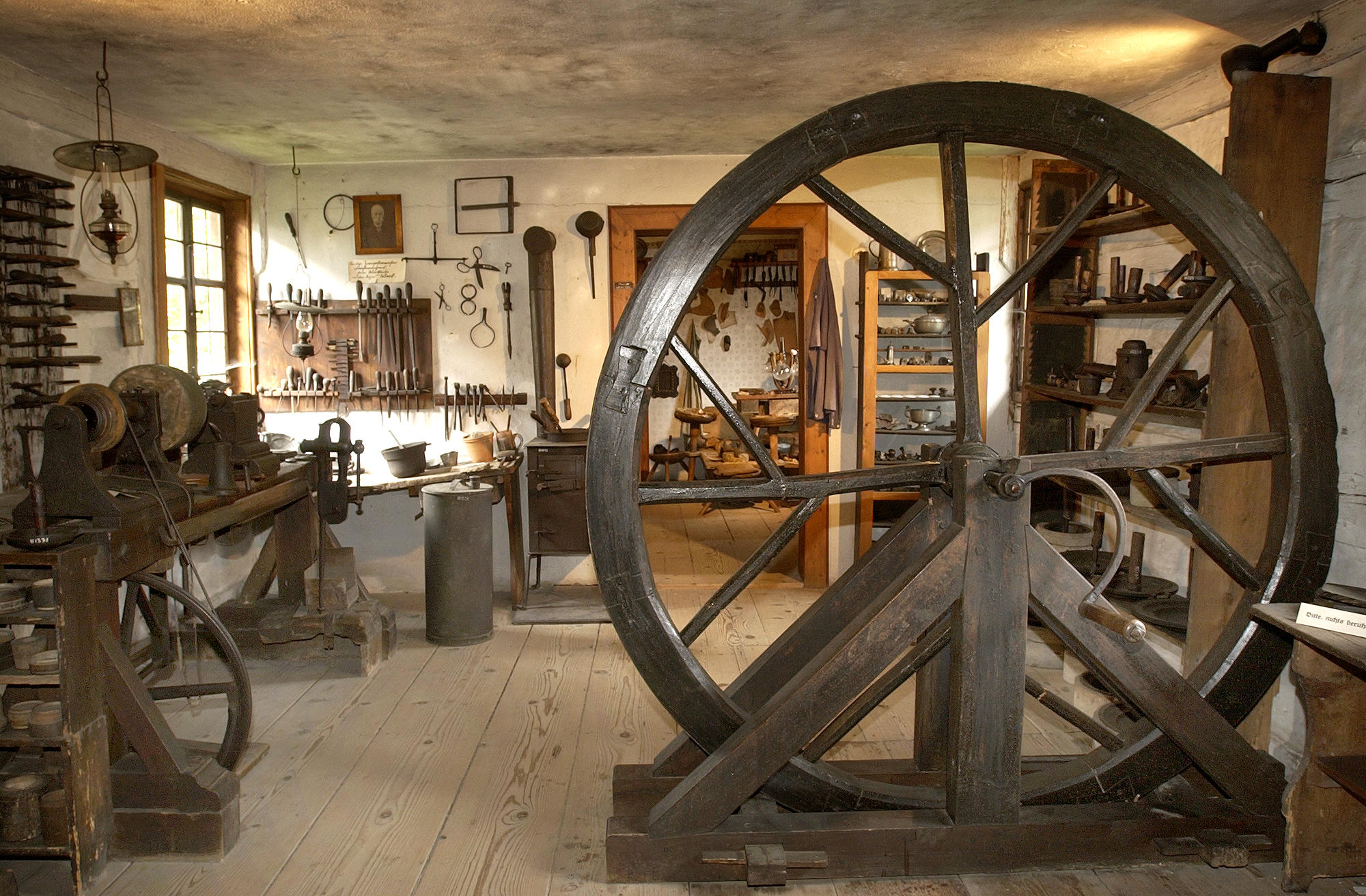
Zinngießerwerkstatt in den Handwerkerstuben

- Handwerkerstuben, Am Marktplatz 2 (Handwerkerstuben im Kreuzgang)
- Sommers Alte Druckerei, Ringstraße 53 (Sommers Alte Druckerei)
- Kleine Galerie, Kirchplatz 2 (Kleine Galerie)
- Feuerwehrausstellung, Untere Torstraße 3 (Alte Schranne)